# 舒布德尔希妮·特里帕蒂
舒布德尔希妮·特里帕蒂（英語：Shubhdarshini Tripathi，1965年9月3日—），印度外交官，現任印度駐塞爾維亞大使，曾任印度驻哈萨克斯坦大使、印度驻约旦哈希姆王国大使。

## 經歷
1994年，舒布德尔希妮·特里帕蒂进入印度外交服务部。她在德里大学取得荣誉学位、理学硕士学位和哲学硕士学位。
1996年至1999 年，她首次被派往印度驻特拉维夫大使馆工作，先后担任语言培训生和二等秘书。之后，她于1999年至2002年在新德里外交部工作。2002年至2005 年，她担任印度驻廷布大使馆一等秘书，2005年担任印度驻吉隆坡高级专员公署一等秘书。2006年至2009 年，她被派往印度驻巴黎大使馆担任政治参赞。从巴黎返回后，她于2009年至2011年在新德里外交部西欧司担任副司长。之后，她于2011年至2014年在印度驻廷布大使馆，2014年至16年在印度驻柏林大使馆，担任代表团副团长。 
2016年3月31日，特里帕蒂被任命为下一任印度驻约旦大使，5月21日，接任驻约旦大使。2019年至2021年5月，在新德里擔任印度文化關係委員會副總幹事。2021年5月至2023年8月，任印度駐哈薩克斯坦大使。
2023年6月12日，特里帕蒂被印度政府任命爲下一任印度駐塞爾維亞大使。2023年10月2日，向塞爾維亞總統亞歷山大·武契奇遞交國書。